# Musée juif de Berlin
 (février 2021).
 (février 2021).
Le Musée juif de Berlin (en allemand : Jüdisches Museum Berlin) est un musée situé dans le quartier de Kreuzberg à Berlin. Plus grand musée juif d'Europe en surface (3 017,42 m2), il donne aux visiteurs un aperçu de 1 700 ans d'histoire juive allemande, pointant l'évolution des relations entre Juifs et non-Juifs en Allemagne.
Il est composé de deux bâtiments abritant une exposition permanente et de nombreuses expositions temporaires. Le musée comprend également des archives, une bibliothèque et l'Académie W. Michael Blumenthal, consacrées à la culture juive et à l'histoire germano-juive.

## Histoire
En 1934, un premier musée relatant la culture juive voit le jour à Berlin dans la Oranienburger Strasse (la même rue où se situe la Nouvelle Synagogue de Berlin depuis 1866), mais il sera fermé par le régime nazi seulement quatre ans après, en 1938. L'idée de la réouverture d'un tel musée en Allemagne apparait de nouveau en 1971, puis prend forme en 1975 à travers la naissance d'une association qui promeut ce projet.[réf. souhaitée]
En 1978, à la suite d'une exposition sur l'histoire juive, le musée de Berlin (de) ouvre un département spécial. Un concours est lancé en 1988. C'est l'architecte américain d'origine polonaise Daniel Libeskind qui l'emporte. La construction s'étend de 1993 à 1998 et permet une livraison du bâtiment en 1999, même si aucune collection ne s'y trouve alors. En effet, le bâtiment est livré sans élément de scénographie. Il faut attendre un deuxième concours pour que les collections puissent être transportées depuis le Martin-Gropius-Bau où elles étaient stockées de manière provisoire. Durant ses premières années, le musée est ouvert aux publics mais sans collections ou expositions d'œuvres. Cela n'a pas empêché la fréquentation des lieux par quelque 250 000 visiteurs en deux ans. Il sera finalement inauguré en 2001.
Le musée est d'abord dirigé par Werner Michael Blumenthal, ancien secrétaire au Trésor des États-Unis, de sa nomination en 1997 jusqu'au 1er septembre 2014. Peter Schäfer (en) prend sa succession en tant que directeur de l'établissement, avant de démissionner de son poste en juin 2019. Depuis avril 2020, la direction est aujourd'hui assurée par Hetty Berg (de).
De son ouverture en 2001 à décembre 2017, le musée a accueilli plus de onze millions de visiteurs et est l'un des musées les plus visités en Allemagne, comptant environ 850 000 visiteurs annuels.

## Architecture

### L'ancien édifice: leKollegienhaus

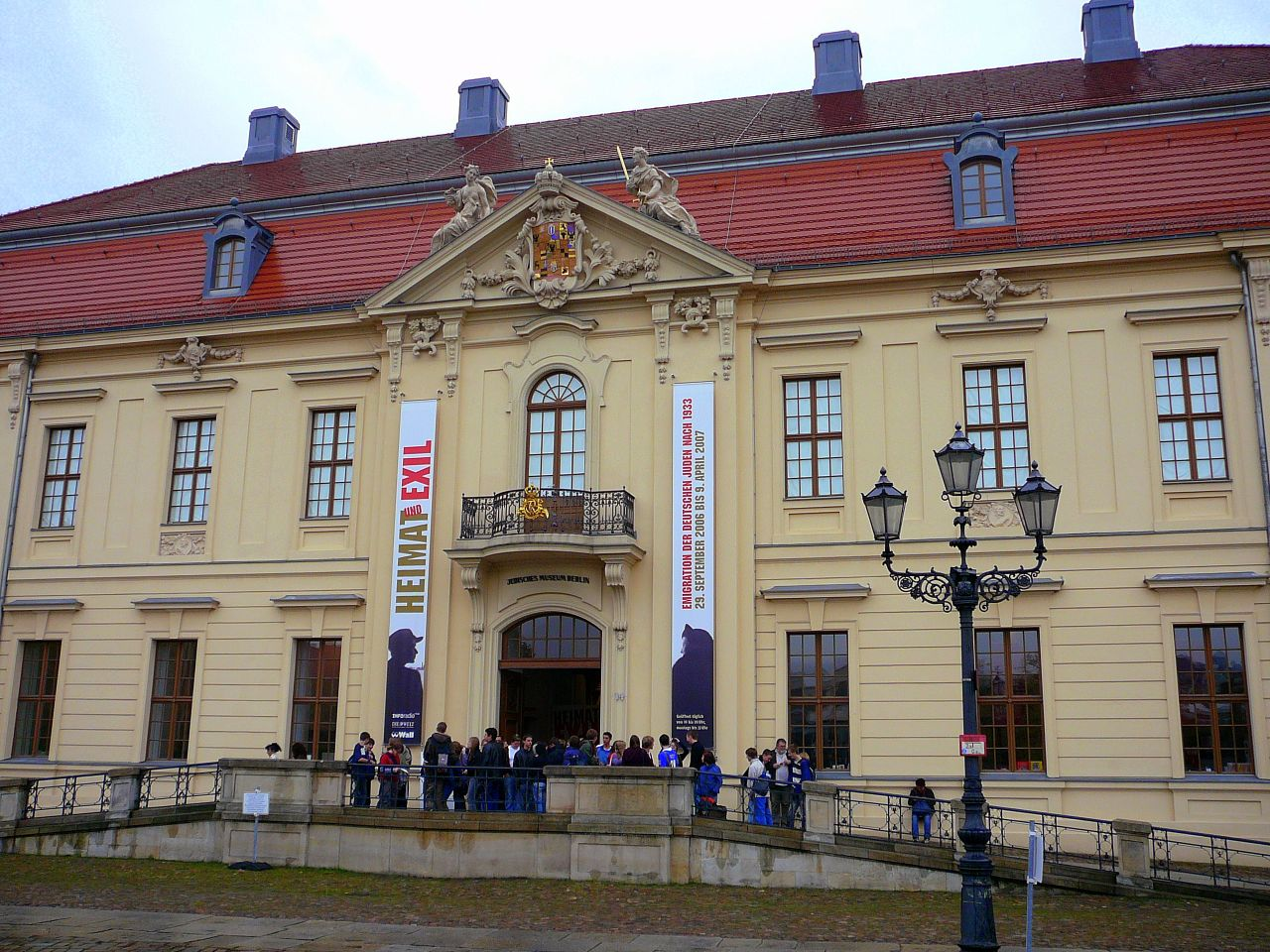
Le.

Le Kollegienhaus est un édifice daté de 1735. Il est commandé à l'architecte Philipp Gerlach par Frédéric-Guillaume Ier afin d'y abriter les services de l'administration royale. Il devient par la suite l'ancien siège de la chambre suprême de Prusse, la Kammergericht, qui l'occupe jusqu'en 1913, date à laquelle la cour déménage à Schöneberg dans le bâtiment de la Neues Kammergericht.
Durant la Seconde Guerre mondiale, l'édifice est sérieusement endommagé par les bombardements, si bien que seuls les murs extérieurs subsistent. Reconstruit en 1963, le musée de la ville de Berlin prend possession des locaux en 1969. Il sert aujourd'hui d'entrée au musée juif. Les deux bâtiments sont reliés par un souterrain situé à environ 12 mètres de profondeur.

#### LeGlashof

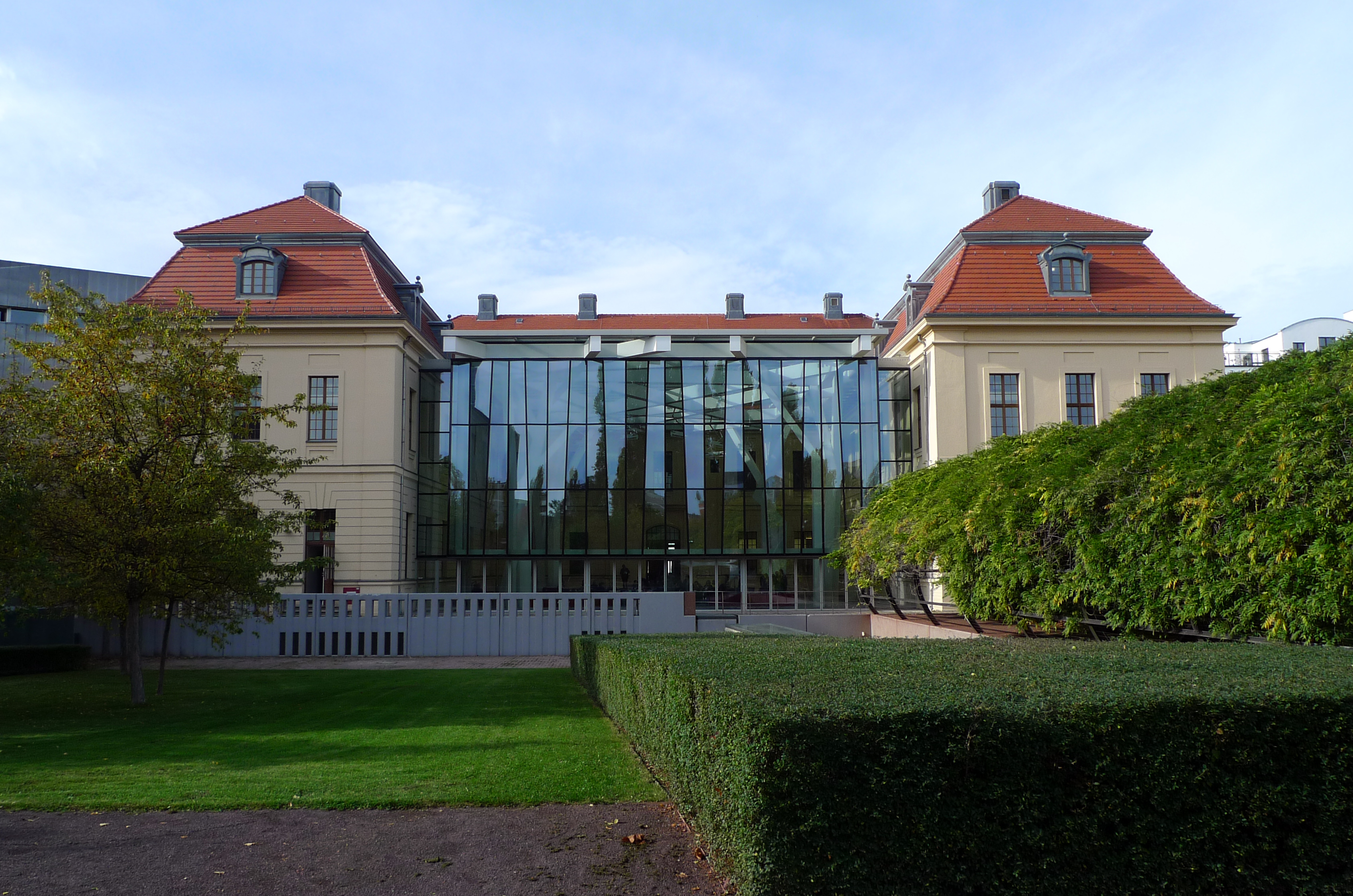
Le et le vus depuis les jardins du musée.

Le Glashof est une extension du musée construit en 2007 où l'on accède par le Kollegienhaus. Il s'agit d'une cour surmontée d'un toit en verre qui débouche sur des jardins extérieurs. Le Glashof (« la cour de verre » en allemand) représente une soukka, cabane construite durant la fête juive de Souccot. Il sert de lieu d'accueil pour des expositions, des concerts et des réceptions. C'est également ici qu'est remis le « Prix de la compréhension et de la tolérance » décerné annuellement par le musée.[réf. souhaitée]

### Le nouvel édifice de Libeskind

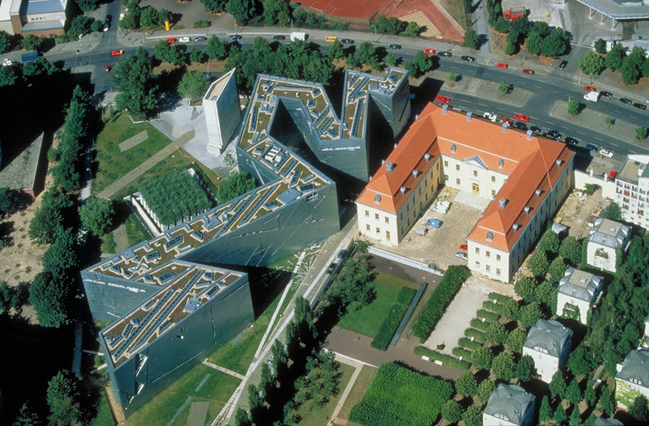
Vue aérienne du Musée juif de Berlin, avant la construction du.

La plus récente de ces deux constructions formant le musée fut édifiée spécialement pour celui-ci entre 1993 et 1998 par l'architecte américain d'origine polonaise Daniel Libeskind, dont ce fut la première œuvre. Il est surnommé le Blitz (« l'éclair ») par les Berlinois à cause de son plan morcelé.
Il est constitué essentiellement de béton brut (pour la structure) et de métal (une enveloppe en zinc), qui doit prendre des tons bleu-vert au fil des ans et ainsi mettre en valeur les entailles des fenêtres. Daniel Libeskind a décidé de construire son musée dans le prolongement de Moise et Aaron, un opéra d'Arnold Schönberg en trois actes dont la musique s'interrompt au second. Il a appelé son projet Between The Lines (« Entre les lignes »), représentant la tension inhérente à l’histoire germano-juive par deux lignes : une ligne droite et morcelée par des vides, une ligne tortueuse et ouverte à son extrémité. Un escalier en béton relie l'édifice baroque au bâtiment de Libeskind. Au dehors se trouvent deux édifices : la Tour de l'Holocauste et le Jardin de l'Exil.

#### Les axes
Le sous-sol du musée est composé de trois axes qui s'entrecroisent et symbolisent le destin des Juifs au XXe siècle.

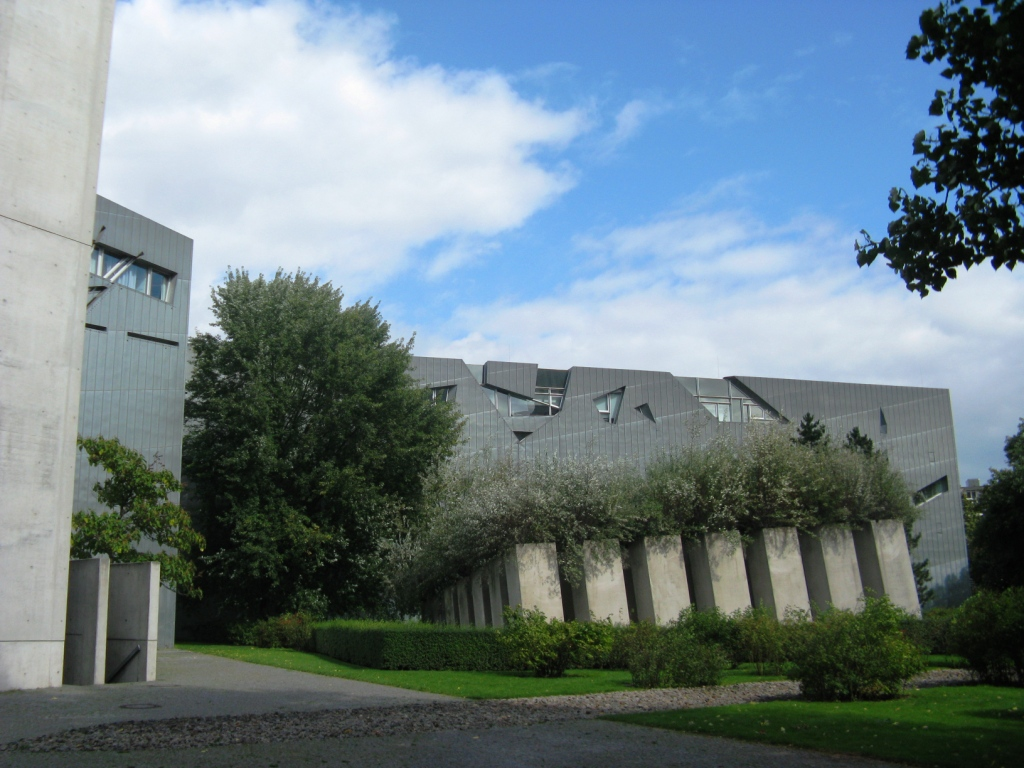
Le Jardin de l'Exil.

L’axe de l'Exil représente l'émigration. Il mène au Jardin de l'Exil, le seul espace extérieur du musée. Bien qu'à ciel ouvert, il n'en reste pas moins clôturé par des murs très hauts. Cette sortie à l’air libre n’étant en effet qu'un semblant de liberté, puisque l'exil n’est pas choisi mais forcé. Le sol du jardin est incliné de 10 degrés sur son angle nord, de manière que le visiteur soit désorienté et déstabilisé à chaque pas, comme l’est toute personne exilée, contrainte de vivre dans un nouvel univers. Le jardin est composé de 49 piliers au sommet desquels sont plantés des oliviers, symboles de déracinement et d'arrachement à la terre natale, mais aussi symboles de paix et d'espoir. Le nombre de piliers s'explique par l'année de création de l'État d'Israël en 1948, le 49e pilier au milieu du jardin représentant l'Allemagne et la ville de Berlin. De plus, le chiffre 7 ({\textstyle 7\times 7=49}) est un chiffre biblique sacré.

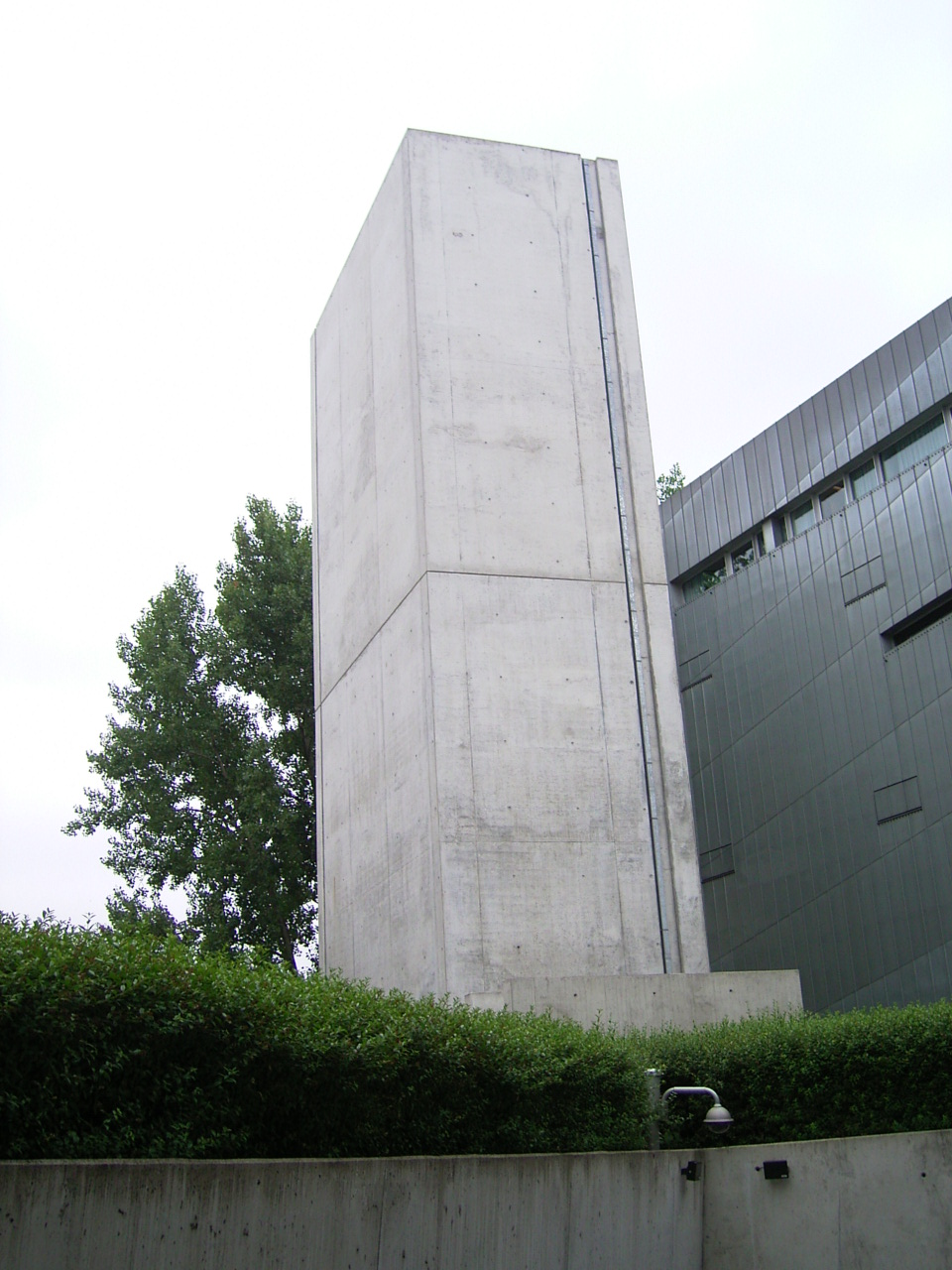
La Tour de l'Holocauste.

L’axe de l'Holocauste représente la mort. Il mène à la Tour de l'Holocauste, une tour de béton brut ouverte par une maigre entaille à son sommet d'où parvient la lumière extérieure. La tour communique avec le reste du bâtiment par les sous-sols. Daniel Libeskind n'a pas souhaité donner une interprétation particulière à cette tour, même si beaucoup de visiteurs la comparent à une chambre à gaz. La faible lumière parvenant du sommet est souvent comparée à l'espoir.
L’axe de la Continuité représente la vie. C'est l'axe le plus long du musée. Il représente la continuité de la présence juive en Allemagne et mène aux trois niveaux d'exposition du musée au travers d'un grand escalier rappelant l'échelle de Jacob.

#### LesVoids
Le musée comporte dans son architecture cinq espaces vides, nommés Voids (de l'anglais void, vide). Ils représentent des espaces à part, où il n'y a rien à exposer, à la suite de la destruction d'une partie de la culture juive au travers de la Shoah. Deux sont accessibles au public : l'installation Shalechet et la Tour de l'Holocauste. L'entrée est totalement gratuite.

## Les expositions

### L'exposition permanente
Cette section est promotionnelle ou publicitaire (mai 2023). Considérez son contenu avec précaution et/ou discutez-en.

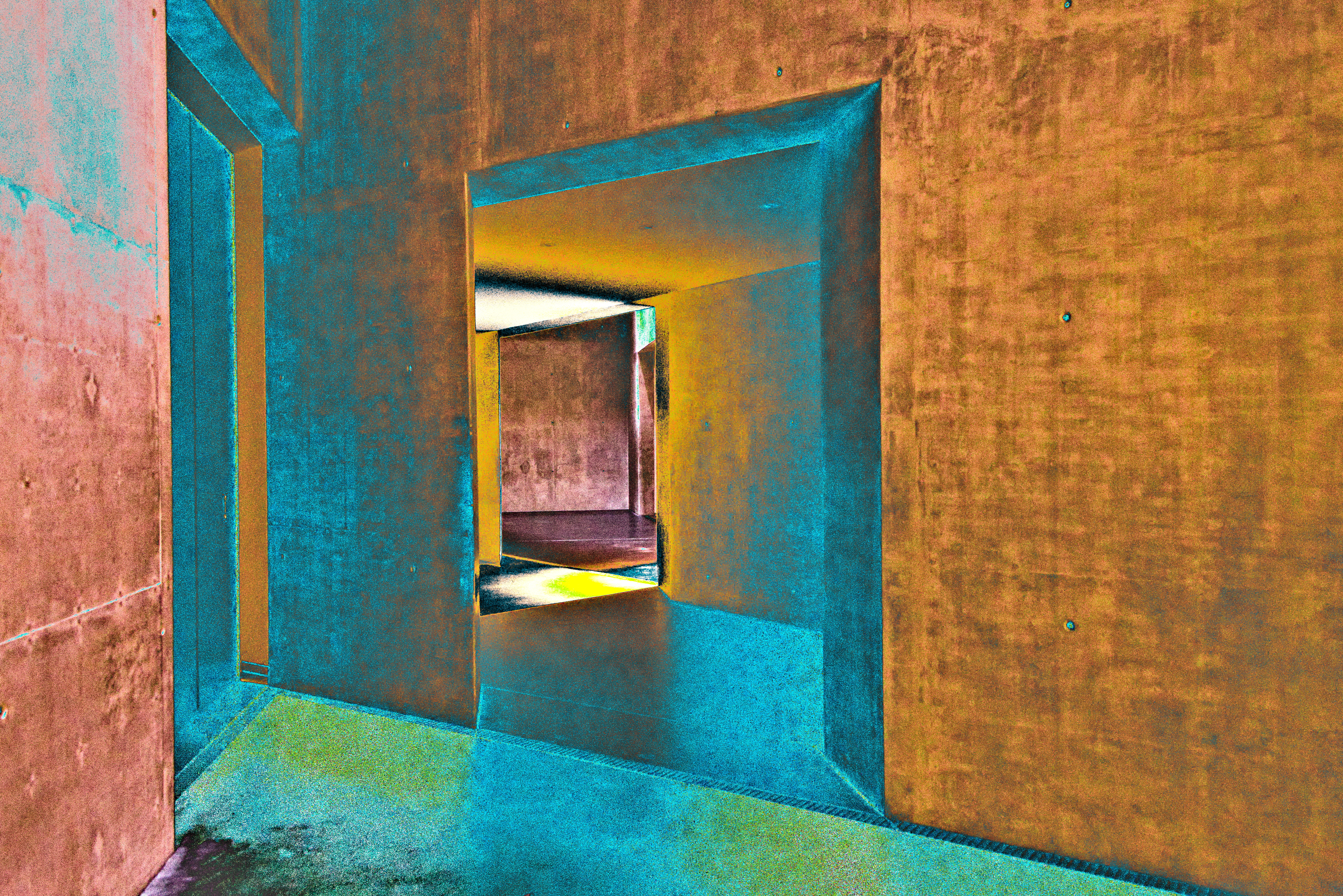
Salles vides au musée juif de Berlin. Novembre 2019.

À la suite de deux ans de rénovations entre 2018 et 2020, l'exposition permanente La Vie des Juifs en Allemagne : Passé et Présent est ouverte au public le 23 août 2020. S'étendant sur 3 500 m2, l'exposition interroge l'histoire et la culture des Juifs en Allemagne, de leurs débuts à de nos jours.
L'exposition est divisée en cinq chapitres historiques, allant des débuts de la vie juive ashkénaze, au mouvement d'émancipation, aux Lumières et à leur échec, jusqu'à nos jours. Le national-socialisme est le chapitre après 1945 qui occupe le plus de place[Quoi ?]. Ici, l'accent est mis sur des sujets tels que la restitution et les réparations, la relation avec Israël et l'immigration russophone depuis 1990. L'installation vidéo Mésubin (« Le Rassemblement »), en tant que «chœur final», rend visible la polyphonie de la vie juive contemporaine. Huit salles thématiques traitent des aspects religieux du judaïsme et de sa pratique vécue, des collections familiales du musée, ainsi que de l'art et de la musique, en évoquant des questions comme « Qu'est-ce qui est sacré dans le judaïsme ? », «Comment le Shabbat est-il célébré ? » ou encore « Quel est le son du judaïsme ?[Quoi ?] ». En plus des objets originaux, l'exposition présente des médias audiovisuels, de réalité virtuelle, d'art, ainsi que des jeux interactifs.

#### Visite historique
Une installation vidéo dans le Libeskind Building, l'œuvre Drummerrsss de l'artiste israélien Gilad Ratman, réalisée pour l'exposition, constitue le prélude avant que les visiteurs ne passent par les axes et ne montent l'escalier qui mène aux salles d'exposition.
Dans la visite suivante de l'exposition, la narration historique alterne avec des aperçus de la culture et de la religion juives. En plus des présentations classiques d'objets, les visiteurs peuvent également s'attendre à des installations artistiques, des stations pratiques et de la réalité virtuelle sur deux étages. Plus que jamais, l'exposition présente la richesse de la propre collection du musée : sur plus de 1 000 objets, plus de 70 % proviennent du dépôt du musée lui-même.
Depuis 1 700 ans, la culture juive en Allemagne est étroitement imbriquée dans son environnement. Les phases d'appartenance et de voisinage étroit ont façonné les relations germano-juives tout autant que l'exclusion, l'arbitraire et la violence. À travers les âges, les Juifs ont développé leurs traditions religieuses et laïques à partir de cette interaction ; le judaïsme ashkénaze, et plus tard le judaïsme allemand, ont émergé de l'interaction permanente avec l'environnement.
Ce processus historique, l'extermination des Juifs européens lors de l'Holocauste, le nouveau départ de la vie juive en Allemagne après 1945 et les thèmes du présent sont présentés dans l'exposition permanente du musée. Les destins personnels illustrent les différentes réactions aux défis historiques et politiques. Les objets soulignent la nature multiforme de l'histoire juive allemande.
L'exposition a été conçue par l'entreprise commune Chezweitz GmbH / Hella Rolfes Architekten BDA.

### La précédente exposition permanente
La précédente exposition permanente « Zwei Jahrtausende deutsch-jüdischer Geschichte » (Deux mille ans d'histoire judéo-allemande) donnait un aperçu de l'Allemagne du point de vue de sa minorité juive.
L'exposition commençait par l'Histoire des villes médiévales dites SchUM de la vallée du Rhin. Les visiteurs découvraient la période baroque à travers Glikl bas Judah Leib (1646-1724, alias Glückl von Hameln) et son journal intime, qui illustre sa vie de marchande juive à Hambourg. Le XVIIIe siècle était montré à travers l'héritage intellectuel et personnel du philosophe Moses Mendelssohn (1729-1786). Ces opinions étaient complétées par la description de la vie juive à la cour et dans le pays. L'image de l'émancipation du XIXe siècle était teintée d'optimisme, grâce aux réalisations sociales et politiques et une prospérité croissante. L'exposition thématisait également les revers et les déceptions des communautés juives de l'époque. La section XXe siècle montrait les expériences des soldats juifs allemands de la Première Guerre mondiale.

Dans la section sur le national-socialisme, les visiteurs pouvaient voir comment les Juifs allemands ont réagi à leur discrimination croissante et comment celle-ci a conduit, par exemple, à la création de nouvelles écoles et de nouveaux services sociaux juifs, jusqu'à ce que l'exclusion et l'extermination mettent fin à ces initiatives. L'exposition montrait également la situation post-Shoah, où 250 000 survivants se sont retrouvés dans des camps de personnes déplacées, où ils attendaient l'occasion d'émigrer. À la fin de l'exposition, deux grands procès nazis de l'après-guerre étaient thématisés : le procès d'Auschwitz à Francfort (1963-1965) et celui de Majdanek à Düsseldorf (1975-1981). La visite de l'exposition se terminait par une installation audio dans laquelle des Juifs qui ont grandi en Allemagne racontent leur enfance et leur jeunesse après 1945. Ils marquèrent le début d'un nouveau chapitre de la vie juive en Allemagne.

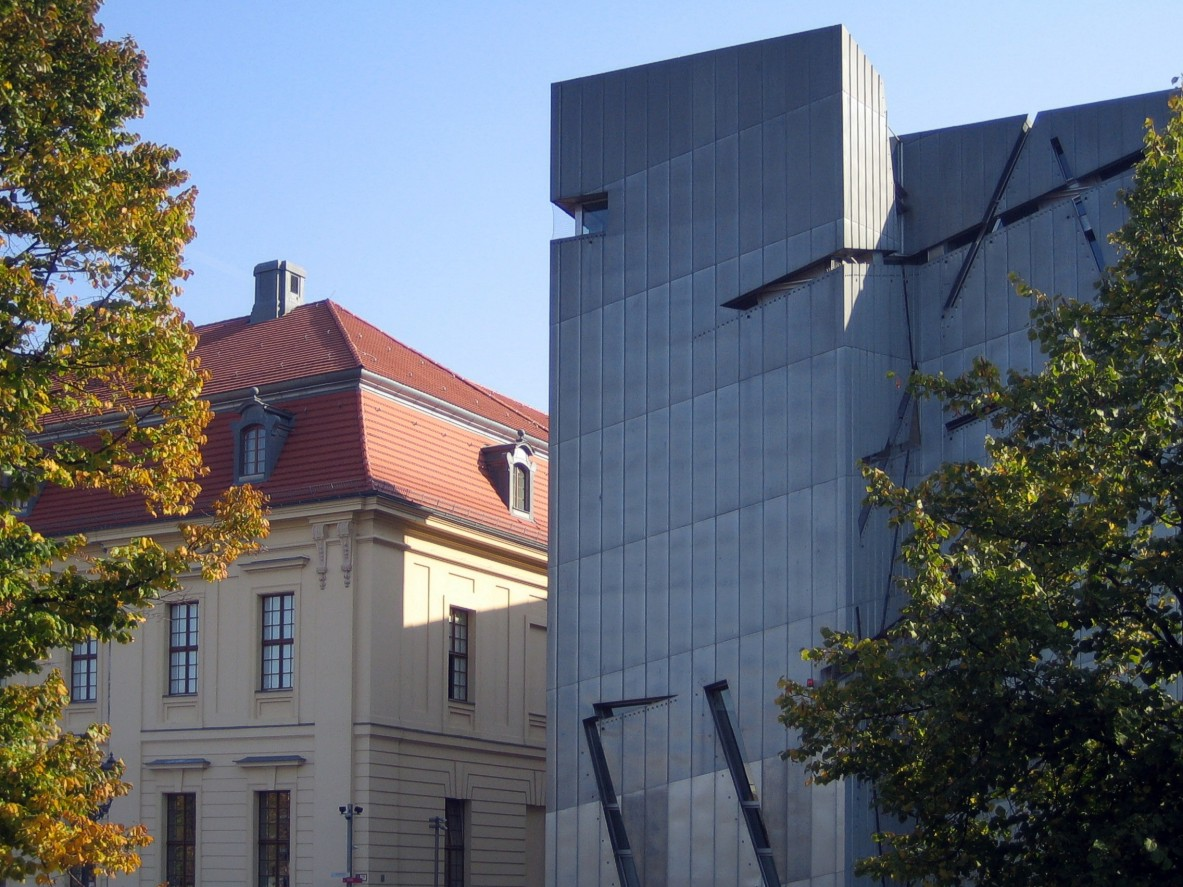
Vue du musée depuis la rue.

## Les expositions temporaires
Les expositions spéciales traitent de sujets de différentes époques, présentés dans différents genres.
This Place (2019–2020) ; A wie Jüdisch. In 22 Buchstaben durch die Gegenwart (2018–2020) ; James Turell : Ganzfeld "Aural" (2018–2019) ; Welcome to Jerusalem (2017-2019) ; Cherchez la femme (2017) ; Golem (2016-2017) ; Snip it! Stances on Ritual Circumcision (2014-2015) ; A Time for Everything. Rituals Against Forgetting (2013-2014) ; The Whole Truth … everything you always wanted to know about Jews (2013) ; Obsessions (2012–2013) ; How German is it? 30 Artists' Notion of Home (2011–2012) ; Kosher & Co: On Food and Religion (2009–2010) ; Looting and Restitution: Jewish-Owned Cultural Artifacts from 1933 to the Present (2008–2009) ; Typical!: Clichés about Jews and Others (2008) ; Home and Exile : Jewish Emigration from Germany since 1933 (2006–2007) ; Chrismukkah: Stories of Christmas and Hanukkah (2005–2006) ; 10+5=God (2004) ; and Counterpoint: The Architecture of Daniel Libeskind (2003).

## La collection
Des objets d'art, pour certains uniques tels un chandelier de Hanoucca réalisé en 1776 par le maître berlinois Georg Wilhelm Margraff, des lettres, des objets de la vie courante, des objets du culte en relation directe avec des éléments multimédia, des dessins d'enfants remplissent largement cet espace. Les scénographes veulent faire sentir la richesse de cette culture, sa diversité, mais aussi l'ampleur du choc qu'a représenté le nazisme allemand pour cette communauté.

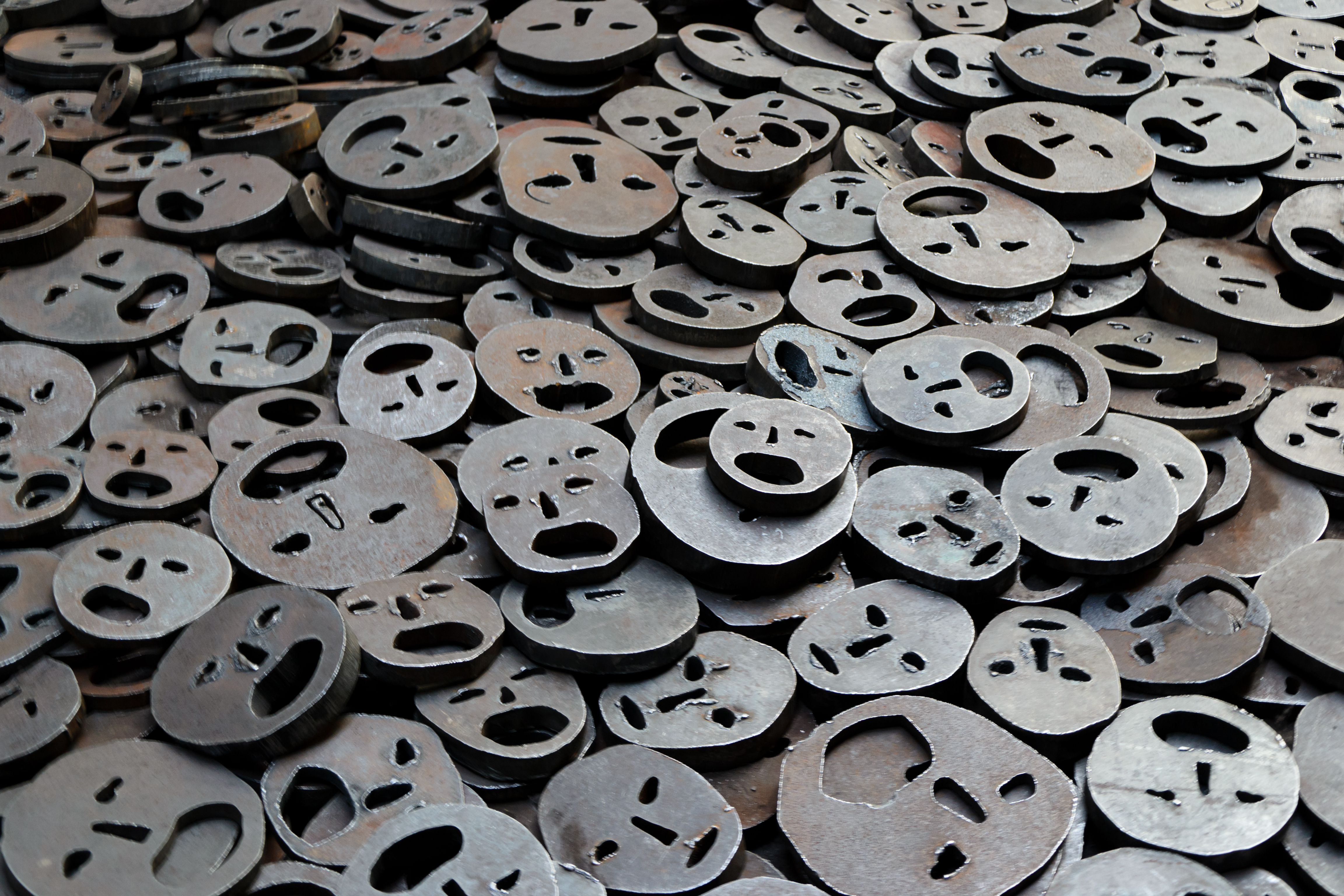
Installation Shalechet de Menashe Kadishman.

## L’installation Shalechet – Feuilles mortes
Dix mille visages découpés dans des disques d’acier jonchent le sol du Memory Void (en anglais : vide de la mémoire), l'un des deux espaces vides de l’édifice de Libeskind accessibles au public. L’artiste israélien Menashe Kadishman a dédié son œuvre non seulement aux Juifs assassinés durant la Shoah, mais aussi à toutes les victimes de la violence et de la guerre. Les visiteurs sont invités à marcher sur ces visages et à écouter les sons produits par les disques de métal qui s’entrechoquent.

## Le Rafael Roth Learning Center
Le Rafael Roth Learning Center était situé au sous-sol du Musée juif de Berlin jusqu'en mars 2017. Ici, l'histoire juive a été présentée sous forme multimédia et interactive sur 17 postes informatiques pour les visiteurs individuels et les groupes. Sous les mots-clés « Choses », « Histoires », « Visages », les visiteurs ont pu découvrir les points forts de la collection et s'immerger dans des expositions virtuelles plus importantes - par exemple sur la vie d'Albert Einstein ou sur l'immigration en Europe orientale entre 1880 et 1924 - et des interviews vidéo leur ont donné un aperçu de la vie juive actuelle en Allemagne. Le jeu vidéo Sansanvis Park a été développé spécialement pour les enfants. L'institution doit son nom à l'entrepreneur immobilier berlinois et mécène Rafael Roth (1933-2013).
Dans le cadre de la planification d'une nouvelle exposition permanente, le Musée juif a décidé de ne pas continuer à exploiter le Centre d'apprentissage avec son équipement technique après plus de 15 ans de succès.

## L’Académie
Daniel Libeskind a également conçu l'extension de l'ancienne Blumengroßmarkthalle de Bruno Grimmek, à l'ouest de la Lindenstraße.  L'inauguration solennelle avec le nom donné à l'époque au bâtiment, Eric F. Ross, en l'honneur du mécène Eric F. Ross, a eu lieu le 17 novembre 2012. L'académie abrite une salle d'événements, les archives, la bibliothèque et des salles destinées à divers programmes éducatifs et au personnel universitaire. Les bâtiments sont regroupés autour du Jardin de la diaspora dans l'atrium du bâtiment. Les plantes de différentes zones climatiques sont logées sur des piédestaux en acier sans contact direct avec la terre et avec peu de lumière naturelle.
La place devant l'académie s'appelle Place Fromet et Moïse Mendelssohn depuis avril 2013. La dénomination a été précédée d'une longue discussion au niveau du district, à laquelle le Musée juif a participé.
Grâce à l’ouverture de l’Académie en 2012 et au programme l’accompagnant, le panel d’activités du musée jusqu’alors proposé a été enrichi. S’inspirant de la mission de ce dernier, à savoir se consacrer à l’histoire et à la culture juives en Allemagne, les programmes de l’Académie accordent également une place aux perspectives d’autres minorités religieuses et ethniques. Le fondateur et directeur W. Michael Blumenthal – qui a donné son nom au bâtiment de l’Académie – s’était soucié dès le départ de présenter le Musée juif de Berlin comme un établissement ayant pour rôle non seulement de présenter des thèmes historiques, religieux et sociaux dans des expositions, mais aussi de suivre de près et de débattre des évolutions politiques et sociales sous un angle judaïque. Pour ce faire, il se focalise sur la relation entre la population majoritaire et les minorités individuelles mais aussi, et plus particulièrement, sur l’échange et l’interconnexion entre les minorités.
Il en résulte un programme événementiel explorant les similitudes, contrastes et différences théologiques, politiques et séculaires entre le judaïsme et les autres religions et cultures. Par le biais de lectures, de conférences, d’ateliers et de débats publics, l'Académie propose une plate-forme de discussion sur des sujets sociopolitiques actuels.

## Accès
Le musée est situé Lindenstraße 9-12, 10969 Berlin. Il est accessible par les stations de métro Hallesches Tor (U1-U6) et Kochstrasse (U6).